# Vidéosphère

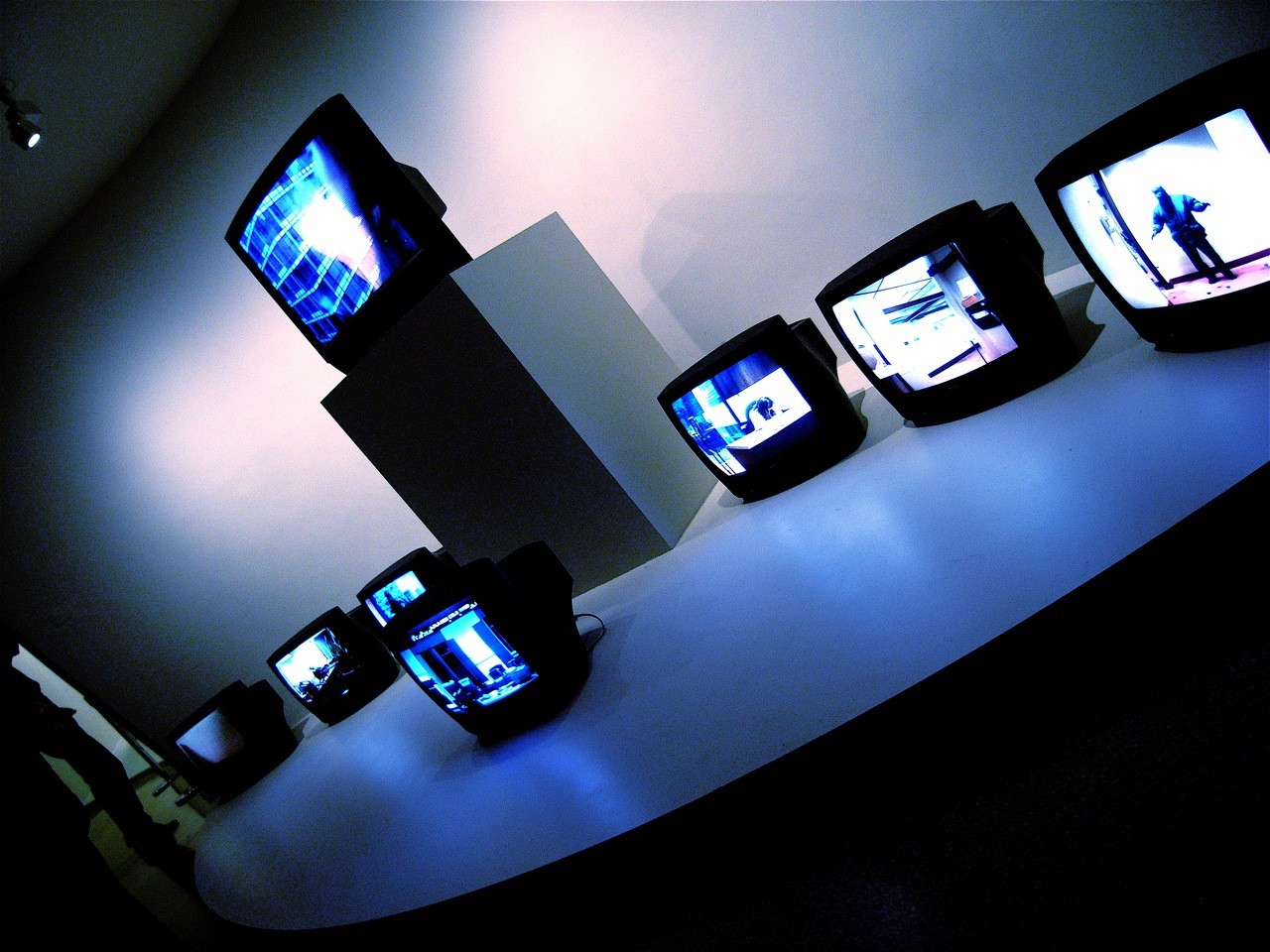
La télévision en couleur contribue à entraîner la société dans le règne de l'immédiateté de l'image et de l'information

La vidéosphère est la troisième des trois médiasphères définies par Régis Debray dans son Cours de médiologie générale. Elle succède à la logosphère et à la graphosphère. Elle désigne la phase de la civilisation qui démarre à partir de l’invention de la télévision en couleurs.  
Dans la vidéosphère, le livre descend de « son piédestal symbolique. Le visible [ …] y fait autorité, en contraste avec l’omnipotence antérieurement reconnue aux grands Invisibles (Dieu, l’Histoire ou la Raison).»
La vidéosphère correspond également à la période de la mondialisation.  L’espace  et le temps sont maitrisés grâce à la technique. La distance est abolie grâce aux moyens de diffusion et de communication télévisuels. C’est le règne de l’immédiateté de l’image.